# NGC 5924
NGC 5924 é uma galáxia espiral (Sa) localizada na direcção da constelação de Corona Borealis. Possui uma declinação de +31° 13' 57" e uma ascensão recta de 15 horas, 22 minutos e 02,0 segundos.
A galáxia NGC 5924 foi descoberta em 10 de Junho de 1882 por Édouard Jean-Marie Stephan.